# Chiesa di San Salvatore (Sona)
La chiesa di San Salvatore è la parrocchiale di Sona, in provincia e diocesi di Verona; fa parte del vicariato di Bussolengo.

## Storia
Le origini di una prima chiesa dedicata alle Sante Maria ed Elisabetta non sono conosciute, tuttavia si è ipotizzato possano risalire al XII o al XIII secolo, anche se solo all'inizio del XVI secolo le venne concessa la sede parrocchiale con il titolo di "San Salvatore", intitolazione che possiede tutt'oggi. La consacrazione della chiesa è datata 22 settembre 1743 dal vescovo di Verona Giovanni Bragadin, mentre nel 1774 venne ricostruito il portale d'ingresso. Altri lavori si effettuarono nel XIX secolo: nel 1828 venne realizzata la volta a copertura dell'aula, conclusa con la realizzazione delle decorazioni nel 1831; nel 1868 venne invece ristrutturata la scalinata esterna di accesso al complesso chiesastico.
Nel XX secolo, tra il 1965 ed il 1972, la chiesa venne ampliata con la costruzione del transetto, mentre tra il 1991 e il 1994 ci furono importanti lavori di restauro che previdero il rifacimento della copertura, l'intonacatura delle pareti esterne della chiesa e dell'oratorio dell'Immacolata, oltre alla sistemazione del sagrato e della scalinata d'accesso.

## Descrizione
All'edificio si addossa lungo il lato sud l'oratorio dell'Immacolata, un edificio di modeste dimensioni costruito nel 1855 come struttura sussidiaria della parrocchiale, mentre sul fianco settentrionale si appoggia il campanile, contraddistinto da un orologio protetto da due spioventi. L'edificio è caratterizzato da una facciata a capanna rivolta verso est, al cui centro si apre il portale settecentesco inquadrato tra due paraste toscaniche su cui si imposta un timpano spezzato, nel quale a sua volta si interpone una nicchia contenente una statua di Vergine con Bambino. Il prospetto si chiude in alto da un occhio ottagonale a stella.
La planimetria è a classica croce latina, quindi con un'unica navata longitudinale interrotta trasversalmente da un ampio transetto; il presbiterio, di dimensioni ridotte, è sollevato di quattro gradini rispetto al piedicroce e si interrompe senza nessuna abside.  Le pareti interne sono decorate con cornici a tempera e scandite da lesene con capitelli di ordine ionico, che sostengono una trabeazione modanata. Lo spazio dell'aula è coperto da una volta a botte, con teste di padiglione e lunette laterali, mentre il transetto è coperto da una volta a crociera ribassata. La pavimentazione è disegnata dall'uso alternato di marmo rosso di Verona e marmo Botticino, tranne il presbiterio che è pavimentato in marmo Nembro.
Di particolare valore è l'altare della Visitazione realizzato nel 1747 dal tagliapietre Daniele Cornelio e completato nel 1749 con la pala che raffigura l'incontro fra la Vergine e la cugina Elisabetta, alle cui spalle si trovano i coniugi Giuseppe e Zaccaria, opera di Stefano Sandri. Ulteriori dipinti e oggetti di artigiani locali, tra cui il fonte battesimale e il crocifisso, adornano l'interno del tempio.